# En Vivo!
En Vivo! (с исп. — «Живой!») — концертный и видео альбом хеви-метал-группы Iron Maiden, выпущенный 26 марта 2012 года по всему миру, 27 марта в США и Канаде и 28 марта — в Японии. Запись была сделана в ходе мирового тура в поддержку альбома The Final Frontier 10 апреля 2011 года на национальном стадионе Чили (Estadio Nacional De Chili) в городе Сантьяго. Хотя En Vivo! считается двойным альбомом Iron Maiden, но он также является девятым концертным альбомом группы.
Выбор выступления в Чили в качестве основы для релиза Стив Харрис прокомментировал так: «После долгих раздумий мы выбрали шоу в Сантьяго, поскольку посчитали, что это одно из лучших наших выступлений за весь тур, а выступление на престижном Estadio Nacional стало для нас знаковым моментом».

## Список композиций
Слова и музыка всех песен — Стив Харрис, за исключением отмеченных.
| №  | Название                                                  | Автор(ы)                    | Длительность |
| -- | --------------------------------------------------------- | --------------------------- | ------------ |
| 1. | «Satellite 15» (с альбома The Final Frontier, 2010)       | Харрис, Эдриан Смит         | 4:36         |
| 2. | «The Final Frontier» (с альбома The Final Frontier, 2010) |                             | 4:10         |
| 3. | «El Dorado» (с альбома The Final Frontier, 2010)          | Брюс Дикинсон, Харрис, Смит | 5:52         |
| 4. | «2 Minutes to Midnight» (с альбома Powerslave, 1984)      | Дикинсон, Смит              | 5:50         |
| 5. | «The Talisman» (с альбома The Final Frontier, 2010)       | Яник Герс, Харрис           | 8:45         |
| 6. | «Coming Home» (с альбома The Final Frontier, 2010)        | Дикинсон, Харрис, Смит      | 5:57         |
| 7. | «Dance of Death» (с альбома Dance of Death, 2003)         | Герс, Харрис                | 9:03         |
| 8. | «The Trooper» (с альбома Piece of Mind, 1983)             | Харрис                      | 3:59         |
| 9. | «The Wicker Man» (с альбома Brave New World, 2000)        | Дикинсон, Харрис, Смит      | 5:06         |

| №  | Название                                                              | Автор(ы)               | Длительность |
| -- | --------------------------------------------------------------------- | ---------------------- | ------------ |
| 1. | «Blood Brothers» (с альбома Brave New World, 2000)                    |                        | 7:04         |
| 2. | «When the Wild Wind Blows» (с альбома The Final Frontier, 2010)       |                        | 10:37        |
| 3. | «The Evil That Men Do» (с альбома Seventh Son of a Seventh Son, 1988) | Дикинсон, Харрис, Смит | 4:17         |
| 4. | «Fear of the Dark» (с альбома Fear of the Dark, 1992)                 |                        | 7:30         |
| 5. | «Iron Maiden» (с альбома Iron Maiden, 1980)                           |                        | 5:08         |
| 6. | «The Number of the Beast» (с альбома The Number of the Beast, 1982)   |                        | 4:57         |
| 7. | «Hallowed Be Thy Name» (с альбома The Number of the Beast, 1982)      |                        | 7:28         |
| 8. | «Running Free» (с альбома Iron Maiden, 1980)                          | Пол Ди'Анно, Харрис    | 7:57         |

## Бонусы
- Behind The Beast (Документальный фильм)
- «Satellite 15…The Final Frontier» (промовидео, режиссёрская версия)
- «The Making of Satellite 15…The Final Frontier promo»
- «The Final Frontier World Tour Show Intro» (Вступление перед шоу)

## Участники записи
- Брюс Дикинсон — вокал
- Дэйв Мюррей — гитара
- Эдриан Смит — гитара, бэк-вокал
- Яник Герс — гитара
- Стив Харрис — бас-гитара, бэк-вокал
- Нико Макбрэйн — ударные
- Майкл Кенни — клавиши

## Места в чартах
| Чарт (2012)                     | Место |
| ------------------------------- | ----- |
| Australian Albums Chart         | 97    |
| Austrian Albums Chart           | 17    |
| Belgian Albums Chart (Flanders) | 44    |
| Belgian Albums Chart (Wallonia) | 39    |
| Canadian Albums Chart           | 39    |
| Dutch Albums Chart              | 42    |
| Finnish Albums Chart            | 8     |
| French Albums Chart             | 24    |
| German Albums Chart             | 4     |
| Greek Albums Chart              | 5     |
| Hungarian Albums Chart          | 13    |
| Irish Albums Chart              | 64    |
| Italian Albums Chart            | 17    |
| Japanese Albums Chart           | 111   |
| Norwegian Albums Chart          | 16    |
| Polish Albums Chart             | 25    |
| Spanish Albums Chart            | 18    |
| Swedish Albums Chart            | 11    |
| Swiss Albums Chart              | 19    |
| UK Albums Chart                 | 19    |
| U.S. Billboard 200              | 80    |

| Чарт (2012)                         | Место |
| ----------------------------------- | ----- |
| Australian Music DVDs Chart         | 1     |
| Austrian Music DVDs Chart           | 1     |
| Belgian Music DVDs Chart (Flanders) | 4     |
| Belgian Music DVDs Chart (Wallonia) | 3     |
| Danish Music DVDs Chart             | 1     |
| Dutch Music DVDs Chart              | 2     |
| Finnish Music DVDs Chart            | 1     |
| French Music DVDs Chart             | 2     |
| German Music DVDs Chart             | 1     |
| Hungarian Music DVDs Chart          | 1     |
| Italian Music DVDs Chart            | 2     |
| Japanese DVD Chart                  | 61    |
| Norwegian Audio DVDs Chart          | 1     |
| Portuguese Music DVDs Chart         | 3     |
| Spanish Music DVDs Chart            | 1     |
| Swedish Music DVDs Chart            | 1     |
| Swiss Music DVDs Chart              | 2     |
| UK Blu-ray Chart                    | 11    |
| UK Music Video Chart                | 1     |

## Сертификаты

### Видео
| Страна    | Сертификат    | Продано  |
| --------- | ------------- | -------- |
| Австралия | золотой       | 7,500+   |
| США       | платиновый    | 100,000+ |
| Канада    | 2× платиновый | 20,000+  |

## Факты об альбоме
- На альбом не вошла ни одна песня авторства Дэйва Мюррея. Зато вошла песня, соавтором которой является Пол Ди’Анно («Running Free»), который на момент выхода альбома уже давно не являлся участником группы.
- Альбом был записан во время тура в поддержку альбома The Final Frontier, поэтому с этого альбома было исполнено наибольшее количество песен (6 из 17).